# Nagy kaktuszpinty
A nagy kaktuszpinty (Geospiza conirostris) a madarak (Aves) osztályának a verébalakúak (Passeriformes) rendjéhez, ezen belül a tangarafélék (Thraupidae) családjához tartozó faj.

## Rendszerezés
A besorolása vitatott, egyes rendszerezők a sármányfélék (Emberizidae) családjába sorolják.

## Alfajai
- Geospiza conirostris conirostris Ridgway, 1890
- Geospiza conirostris darwini Rothschild & Hartert, 1899
- Geospiza conirostris propinqua Ridgway, 1894[2]

## Élőfordulása
Az Ecuadorhoz tartozó Galápagos-szigeteken őshonos. A természetes élőhelye trópusi és szubtrópusi száraz erdők és bokrosok.
|  |

## Megjelenése
Átlagos testtömege 27.8 gramm.